# Immortal Technique
Фелипе Андрес Корнел (англ. Felipe Andres Coronel: род. 19 Февраля 1978 года), более известен под сценическим именем Immortal Technique, афроперуанский рэпер и политический активист. Родился в Лиме (Перу) и вырос в Гарлеме (США, город Нью-Йорк). В основном его лирика сосредоточена на спорных вопросах глобальной политики.

## Дискография

### Альбомы
| Год                                                                                            | Название | Позиция в чарте | Позиция в чарте |
| Год                                                                                            | Название | US              | US Rap          |
| ---------------------------------------------------------------------------------------------- | --- | --------------- | --------------- |
| 2001                                                                                           | Revolutionary Vol. 1 - Лейбл: Viper (1) - Формат: CD, digital download                                           | 3               | 1               |
| 2003                                                                                           | Revolutionary Vol. 2 - Выпуск: 16 ноября 2003 г - Лейбл: Viper (104) - Формат: CD, digital download, LP          | —               | *               |
| 2008                                                                                           | The 3rd World (with DJ Green Lantern) - Выпуск: 24 Июня 2008 г - Лейбл: Viper (8) - Формат: CD, digital download | 99              | 12              |
| - «*» означает что чарта не было во время релиза альбома - «—» означает что альбом не в чарте. | |                 |                 |